# Wu Huimin
Wu Huimin (chinesisch 吴慧敏, Pinyin Wú Huìmĭn; * 1978) ist eine chinesische Badmintonspielerin.

## Karriere
Wu Huimin gewann bei der Badminton-Asienmeisterschaft 1997 Bronze im Dameneinzel, ihrer Spezialdisziplin. Schon 1996 hatte sie die Brunei Open gewonnen und Platz zwei bei den Scottish Open belegt. 1997 wurde sie Zweite bei den Hong Kong Open, 1999 Zweite bei den US Open. 2002 siegte sie bei den Vietnam International.